# Plastystaura glis
Plastystaura glis är en fjärilsart som beskrevs av Sergius G. Kiriakoff 1968. Plastystaura glis ingår i släktet Plastystaura och familjen tandspinnare. Inga underarter finns listade i Catalogue of Life.